# Federación de Partidos Verdes de las Américas
Die Federación de Partidos Verdes de las Américas (Federation of Green Parties of America) ist eine internationale Organisation, die die grünen Parteien des amerikanischen Kontinents zusammenbringt. Sie ist der amerikanische Verband der Global Greens, der wie der europäische, afrikanische und asiatische Verband drei Delegierte in das Exekutivkomitee der Global Greens wählt. Die Federación de Partidos Verdes de las Américas wurde am 2. Dezember 1997 in Mexiko-Stadt gegründet.

## Mitglieder
- Argentinien:
  - Partido Verde de Argentina
- Bolivien:
  - Partido Verde de Bolivia
- Brasilien:
  - Partido Verde del Brasil
- Kanada:
  - Green Party of Canada
- Chile:
  - Partido Ecologista Verde de Chile
- Kolumbien:
  - Alianza Verde
- Costa Rica:
  - Partido Verde Ecologista de Cartago
- Vereinigte Staaten:
  - Green Party
- Guyana:
  - Partido Verde de Guyana
- Mexiko:
  - Partido Verde Ecologista de México
- Nicaragua:
  - Partido Verde de Nicaragua
- Peru:
  - Partido Ecologista Alternativa Verde del Perú
- Dominikanische Republik:
  - Partido Verde Dominicano
- Venezuela:
  - Movimiento Ecológico de Venezuela